# SERPINB5
SERPINB5 (англ. Serpin family B member 5 або Маспін) – білок, який кодується однойменним геном, розташованим у людей на короткому плечі 18-ї хромосоми. Довжина поліпептидного ланцюга білка становить 375 амінокислот, а молекулярна маса — 42 100.
| 10         |  | 20         |  | 30         |  | 40         |  | 50         |
| ---------- |  | ---------- |  | ---------- |  | ---------- |  | ---------- |
| MDALQLANSA |  | FAVDLFKQLC |  | EKEPLGNVLF |  | SPICLSTSLS |  | LAQVGAKGDT |
| ANEIGQVLHF |  | ENVKDVPFGF |  | QTVTSDVNKL |  | SSFYSLKLIK |  | RLYVDKSLNL |
| STEFISSTKR |  | PYAKELETVD |  | FKDKLEETKG |  | QINNSIKDLT |  | DGHFENILAD |
| NSVNDQTKIL |  | VVNAAYFVGK |  | WMKKFSESET |  | KECPFRVNKT |  | DTKPVQMMNM |
| EATFCMGNID |  | SINCKIIELP |  | FQNKHLSMFI |  | LLPKDVEDES |  | TGLEKIEKQL |
| NSESLSQWTN |  | PSTMANAKVK |  | LSIPKFKVEK |  | MIDPKACLEN |  | LGLKHIFSED |
| TSDFSGMSET |  | KGVALSNVIH |  | KVCLEITEDG |  | GDSIEVPGAR |  | ILQHKDELNA |
| DHPFIYIIRH |  | NKTRNIIFFG |  | KFCSP      |  |            |  |            |

A: Аланін

C: Цистеїн

D: Аспарагінова кислота

E: Глутамінова кислота

F: Фенілаланін

G: Гліцин

H: Гістидин

I: Ізолейцин

K: Лізин

L: Лейцин

M: Метіонін

N: Аспарагін

P: Пролін

Q: Глутамін

R: Аргінін

S: Серин

T: Треонін

V: Валін

W: Триптофан

Задіяний у такому біологічному процесі, як альтернативний сплайсинг. 
Секретований назовні.
Спочатку повідомлялося, що SERPINB5 функціонує як супресор пухлинного росту в епітеліальних клітинах, пригнічуючи інвазію та метастазування ракових клітин до інших тканин. Крім цього, миші з нокаутом SERPINB5 є нежиттєздатними і гинуть на ранніх стадіях  ембріогенезу. Подальші дослідження з використанням вірусної трансдукції для передачі генів не підтвердили участь SERPINB5  в біології пухлини, а нокаутні миші є життєздатними. Ці дані також узгоджуються тим фактом, що SERPINB5 не експресується в ранньому ембріогенезі. Точна молекулярна функція SERPINB5, таким чином, наразі невідома.

## Розподіл в тканинах
SERPINB5 експресується в епітелії ротової порожнини, волосяних фолікулах, язиці, шкірі, кишечнику, простаті, яєчках, легенях і серці.

## Клінічне значення
Більшість пухлин демонструє від середнього до сильного ступеню гістологічного зафарбовування зразків пухлин за допомогою SERPINB5-специфічних білків.  Натомість таки види новоутворень як злоякісна гліома, карциноїди, рак яєчків, нирок і простати мають негативне зафарбовування.
Комплексний аналіз експресії SERPINB5 в раку груди не показав достовірної кореляції між експресією SERPINB5 і загальним рівнем виживанням, віддаленим виживання без метастазів або виживанням без рецидивів у хворих на рак. Зміни в експресії SERPINB5 можуть відображати статус експресії відомого онко-супресора PHLPP1.